# 제1대 앵글시 후작 헨리 파제트
육군원수 제1대 앵글시 후작 헨리 윌리엄 파제트(Henry William Paget, 1st Marquess of Anglesey, 1768년 5월 17일 ~ 1854년 4월 29일)는 1784년부터 1812년까지 파제트 경(Lord Paget)이라 불렸으며 1812년부터 1815년까지는 억스브리지 백작(Earl of Uxbridge)으로도 알려졌다. 영국 육군의 장교이자 영국의 정치인이었다. 그는 카나리온과 밀보른 포트에서 국회의원으로 일했다. 이후 그는 프랑스 혁명 전쟁의 플랑드르 전역에 참전했고, 반도 전쟁 때에는 존 무어 경의 기병부대를 지휘하기도 했다. 워털루 전투 때에는 장바티스트 드루에를 상대로 중기병을 지휘했다. 전투가 끝날 때 그는 포탄에 의해 다리 한쪽을 잃었고, 이로 인해 아서 웰즐리 경이 지휘를 맡게 되었다. 전쟁 이후 앵글시는 아일랜드의 주지사로 근무했다.

## 성장 과정
그는 헨리 베일리(Henry Bayly, 앵글시가 태어난 이듬해 파제트 남작(Baron Paget)위를 수여받는다.)와 그 부인 제인 샹파뉴(Jane Champagné, 아일랜드의 아서 샹파뉴의 딸.) 사이에서 태어난 장자였다. 본명은 헨리 윌리엄 베일리(Henry William Bayley). 아버지가 파제트라는 성을 채택한 때는 1770년이었다. 앵글시 자신은 웨스터민스터 스쿨과 옥스퍼드 대학교를 다녔다.
앵글시는 1790년 영국 총선을 통해 의회에 들어가게 되었다. 당시 그는 카나리온 국회의원이었으며 1796년 영국 총선 때 에드워드 파제트가 그 자리에 오를 때까지 그 직위에 있었다. 1796년 영국 총선 당시 앵글시는 밀보른 포트의 국회의원에 당선되었다. 1804년 그는 궁내부로 임명되어 국회의원을 사직했고, 1806년부터 국회의원에 다시 복직했으나, 1810년 1월에도 궁내부 대신을 맡게 되어 다시 사직하였다.

## 군사 경력

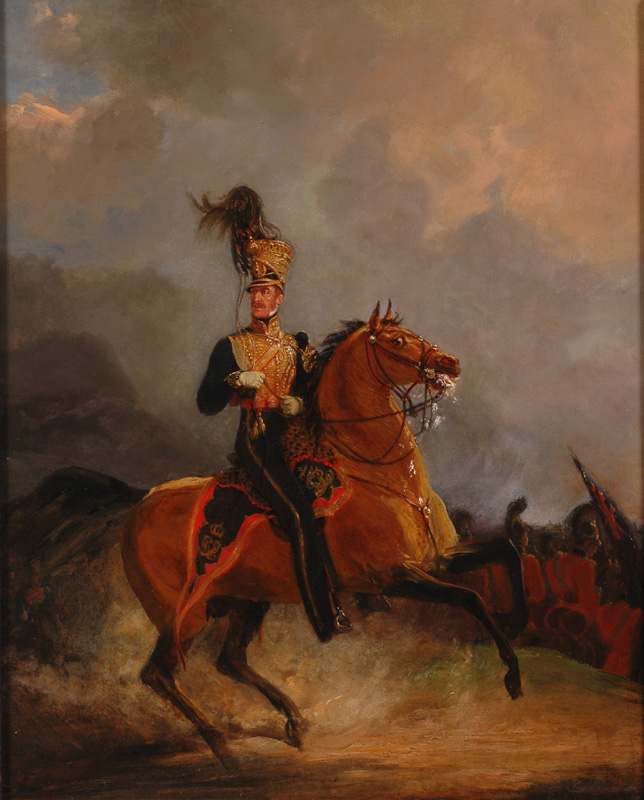
워털루의 앵글시 후작, 얀 빌렘 피에네만의 작품.

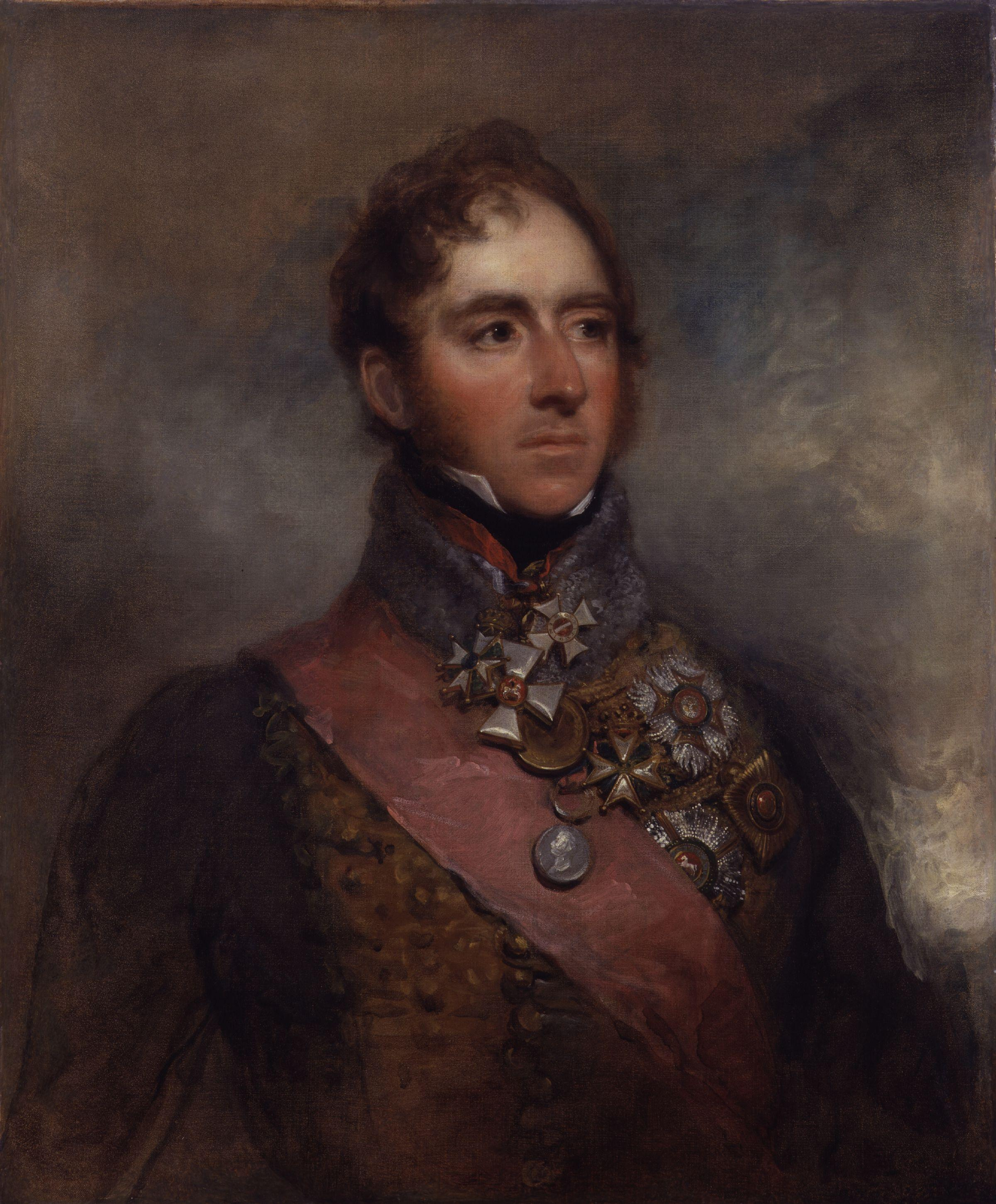
조지 다웨가 그린 앵글시 후작

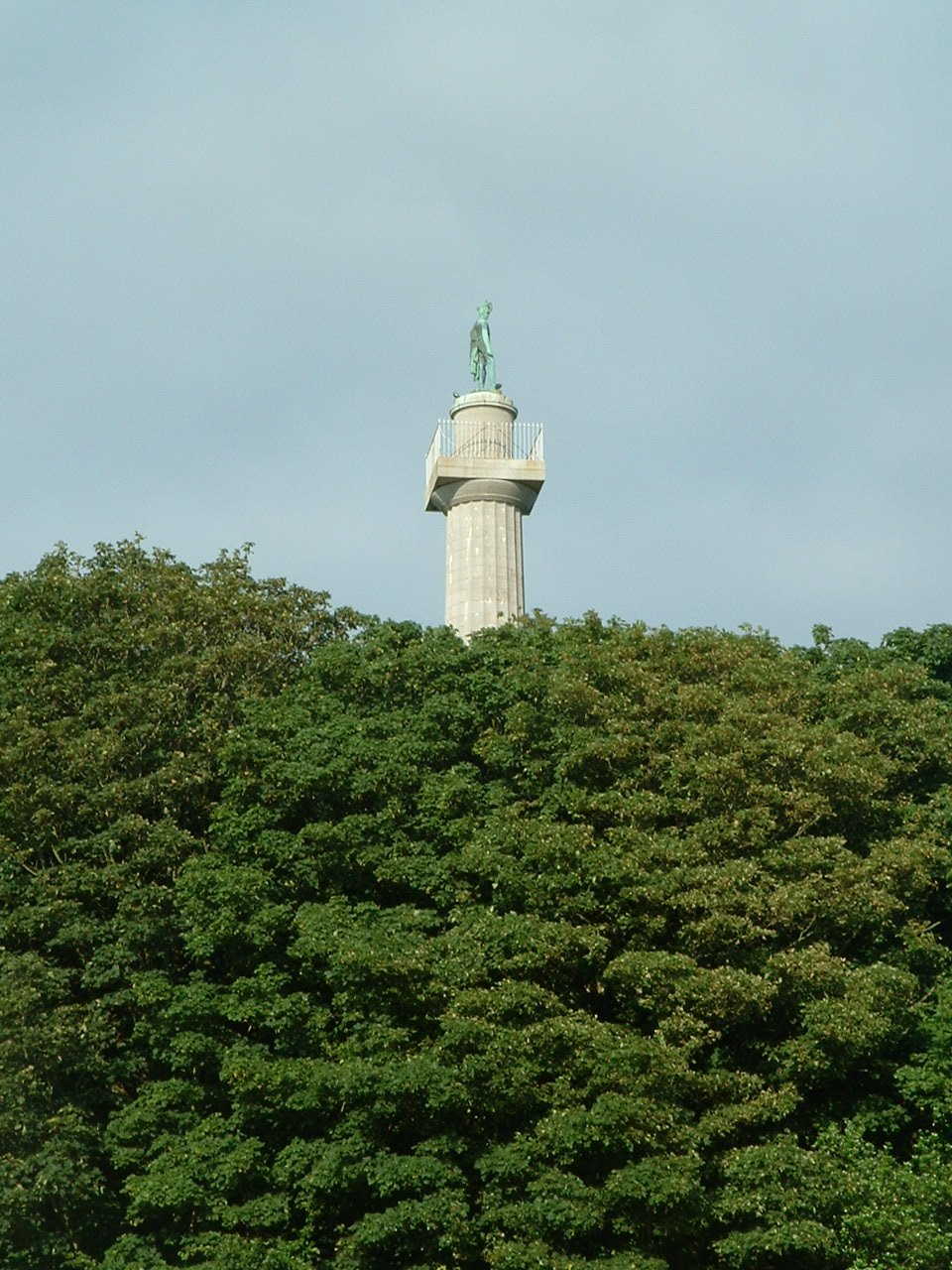
앵글시 후작의 기념비

프랑스 혁명 전쟁이 발발했을 때, 앵글시는 스태포드셔 연대의 자원자들을 모집했고, 1793년 12월 일시적으로 중령에 임명되었다. 푸트의 제80연대는 앵글시의 지휘 하에 1794년 플랑드르 전역에 참전했다. 그는 공식적으로 1795년 4월14일 왕립 푸질리어의 중위에 임명되어 영국 육군에서 복무하게 되었다. 이후 그는 빠르게 진급해 1795년 4월 14일 왕립 웨일스 푸질리어의 대위로 임명되었고 1795년 5월 19일 푸트의 제2요크연대의 소령으로 임명되었으며 2795년 5월 30일에는 푸트의 제80연대의 중령으로 임명되었다. 그는 1795년 6월 15일 제16여왕의 랜서 부대로 부대를 옮기게 되었다. 1796년 5월 3일 중령으로 진급한 앵글시는 1797년 4월 6일 여왕 소유의 제7후사르를 지휘하게 되었다. 1799년 10월 영국-러시아의 홀란트 침공 당시 카스트리쿰 전투에서 앵글시는 기병여단을 이끌었다.
앵글시는 1802년 4월 29일 소장으로 진급했고, 1808년 4월 25일 중장으로 진급했다. 그는 반도 전쟁 당시 스페인에서 존 무어 휘하의 기병을 이끌었다. 1808년 사하귄 전투에서 앵글시는 프랑스군을 상대로 승리를 거두었다. 그는 1808년 12월 베나벤테 전투에서도 기병을 이끌었고 제국친위대에 맞서 싸웠으며, 1809년 1월 코루나 전투에서도 기병을 다시 지휘했다. 이 전투가 반도 전쟁에서의 마지막 경력이 되었다. 이는 제1대 콜리 남작 헨리 웰즐리의 부인이었던 샤를로테 부인과의 연락 덕택에 그가 제1대 웰링턴 공작 아서 웰즐리 휘하에서 복무할 수 있게 되었기 때문이었다. 1809년부터 1815년까지의 전쟁 복무 중 그가 참전한 것은 1809년의 발체렌 전역으로, 그는 보병사단을 이끌었다. 1812년 3월 12일 부친 억스브리지 백작의 죽음 이후 앵글시는 부친의 작위를 물려받았고, 1815년 1월 4일 바스 훈장을 수여받았다.

## 워털루
백일천하 동안 앵글시는 벨기에의 기병사령관으로 임명되었다. 그는 1815년 6월 16일 콰트레브라 전투에서 영국군을 이끌었고, 이틀 후 워털루 전투에 참여했다. 이 때 그는 프랑스군의 장바티스트 드루에 장군과 상대해야 했으며, 영국 중기병의 일부 부대를 이끌고 있었다.
워털루 전투 중 마지막 포탄이 앵글시의 오른쪽 다리를 강타했고, 결국 앵글시는 다리를 절단해야 했다. 일화에 따르면 앵글시는 웰링턴과 가까이 있었는데 앵글시 자신은 다리에 포탄이 떨어지자, "웰링턴 경, 신에 의해 전 제 다리를 잃었습니다."라고 말했고, 웰링턴은 "파제트 경, 신에 의해 당신은 실제로 그렇게 되었군요!"라고 대답했다고 한다. 그의 수행관이었던 토마스 와일드만에 따르면 앵글시는 절단 수술 동안 웃으며 "난 꽤 오랫동안 이 자리에 있었네. 나는 47년 동안 멋진 경험을 했고, 더 이상 젊은 이들이 다치는 것은 옳지 못하다네."라고 말했다.

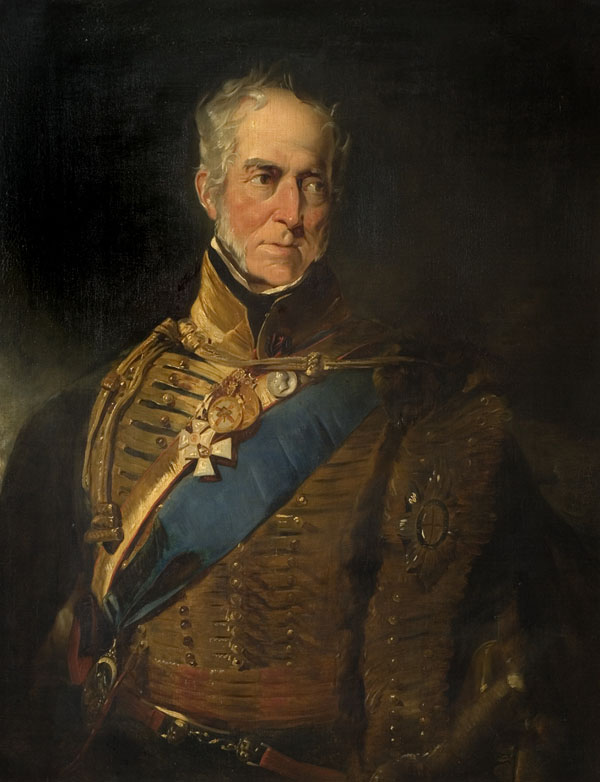
1840년 앵글시 후작

앵글시는 1815년 6월 4일 앵글시 후작위를 받았다. 그는 또한 1818년 3월 13일 가터 훈장을 수여받았으며, 1819년 8월 12일에는 대령으로 진급하게 되었다. .

## 이후 경력
1821년 조지 4세의 장례식 때 앵글시는 최고궁내경으로 활동했다. 그는 1826년 3월 25일 왕립 요트 편대의 명예 대위로 임명되기도 했다. 1827년 4월, 그는 캐닝이트 정부의 일원이었다. 웰링턴 내각에서 그는 1828년 2월 아일랜드 주지사로 임명되기도 했다.
1828년 12월, 앵글시는 아일랜드 로마 가톨릭 대주교에게 그의 신앙에 관한 편지를 제출했고, 정부에 의해 소환되고 말았다. 1830년 11월 그레이 자작의 행정부 때 그는 다시 아일랜드 주지사가 되었다. 이 때 앵글시는 400,000명의 아이들에게 국가교육을 실시했다. 1833년 7월, 이 행정부는 아일랜드 문제로 사임했고, 앵글시는 13년 동안 행정부에서 일하며 1846년 제1차 러셀 내각에 참여했다. 그는 1846년 11월 9일 영국의 육군 원수로 진급했고, 1849년 1월 31일 스태포드셔 주지사로 임명되었다. 그는 1852년 3월 정계에서 은퇴했다.
앵글시는 여왕의 제7후사르에서 1854년까지 명예복무했다. 그는 왕립 기마보위대에서도 명예복무했다. 그는 제7 버링튼 가든즈에서 1854년 4월 29일 뇌졸중으로 사망했고, 리치필드 성당에 안장되었다. 그의 작위는 장자 파제트 남작에게 이어졌다.